# U Sampetracciu
U Sampetracciu és el pseudònim de l'escriptor cors Ghjanettu Notini (Santo-Pietro-di-Venaco, 1890 - Corte, 1983). Treballà com a periodista i va escriure les primeres obres de teatre en cors modern. Va publicar algunes poesies i peces de teatre a la revista A Muvra. També col·laborà a A Tramuntana, a Baretta Misgia i a U Muntese.

## Obres
- I succesi di Natale Zuccone (1927)
- A pulitica (1928)
- Arcanghjula (1930)
- U bascigliè di Fiffina (1932)
- Una veghja cù Barbarismi (1934)
- Salvemu u dialettu ! (1934)
- Dichjarazioni d'amore (1934)
- Scartafacci muntagnoli (1968)